# Floyd County, Texas
Floyd County är ett administrativt område i delstaten Texas, USA, med 6 446 invånare (2010). Den administrativa huvudorten (county seat) är Floydada.

## Geografi
Enligt United States Census Bureau har countyt en total area på 2 572 km². 2 569 km² av den arean är land och 3 km² är vatten. 

### Angränsande countyn
- Briscoe County - norr
- Motley County - öster
- Crosby County - söder
- Hale County - väster
- Swisher County - nordväst